# Rothesütte

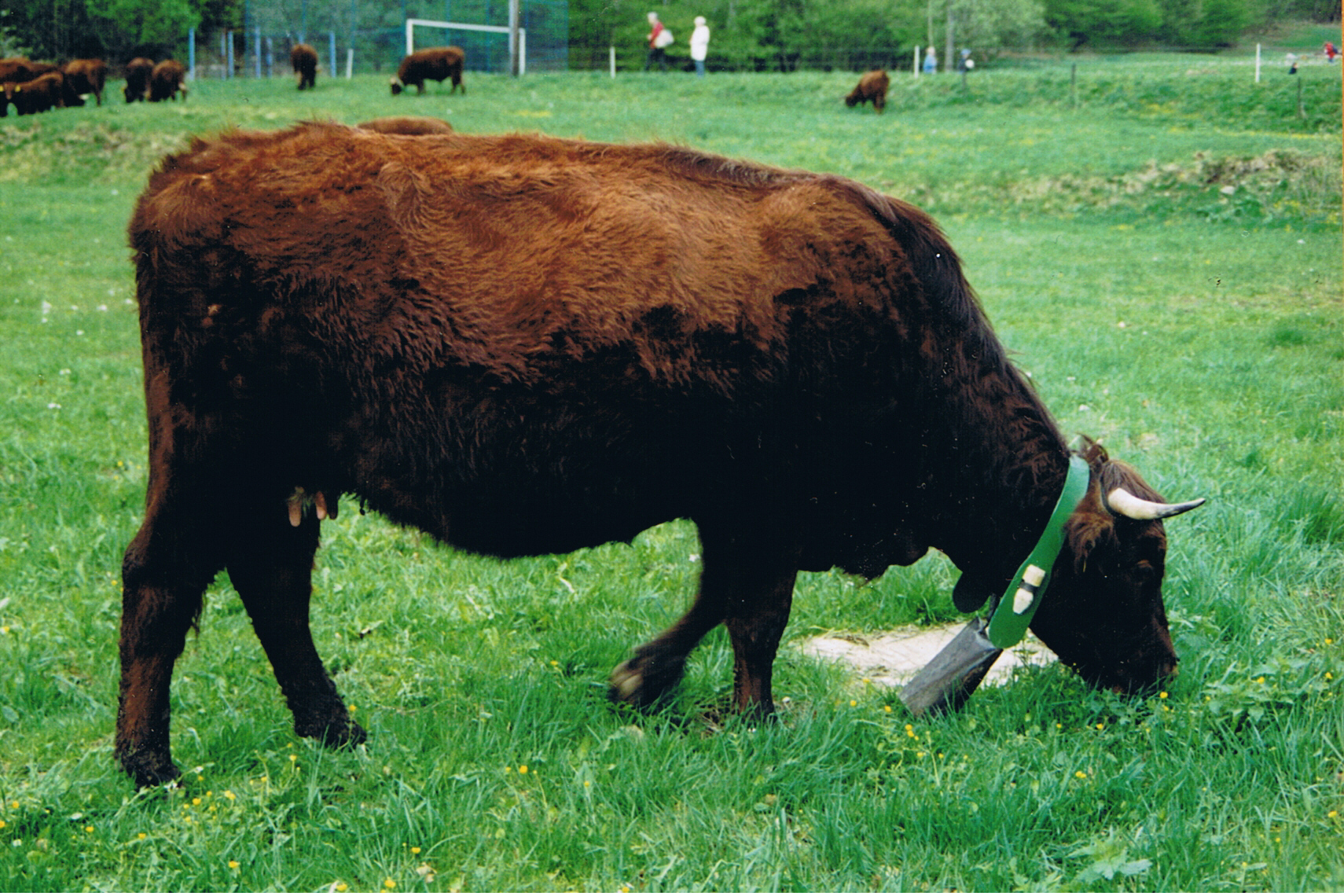
Harzer Rotes Höhenvieh auf einer Weide in Rothesütte

Rothesütte (früher auch Rotesütte; Hohnsteinische Forst) ist ein Ortsteil der Stadt Ellrich im thüringischen Landkreis Nordhausen.

## Geographie
Rothesütte liegt als nördlichste Ortschaft Thüringens im Südharz im Naturpark Südharz. Es befindet sich zwischen Benneckenstein im Norden (in Sachsen-Anhalt), Netzkater im Südosten, Ilfeld im Südsüdosten und Sülzhayn im Süden (alle in Thüringen) sowie Zorge im Westen und Hohegeiß im Nordwesten (beide in Niedersachsen). Etwa 1,8 km nordwestlich liegt das Dreiländereck Niedersachsen–Sachsen-Anhalt–Thüringen, wo der Drei-Länder-Stein steht. Durch das auf etwa 550 bis 575 m ü. NN gelegene Dorf verläuft die Bundesstraße 4. Die höchste Erhebung der nahen Umgebung ist der Große Ehrenberg. 
Auf dem Gelände der ehemaligen NVA-Grenzkompanie entsteht bis 2025 mit dem Harzer Hexenreich ein neuer touristischer Anziehungspunkt. Spatenstich war am 3. Oktober 2022.

## Geschichte

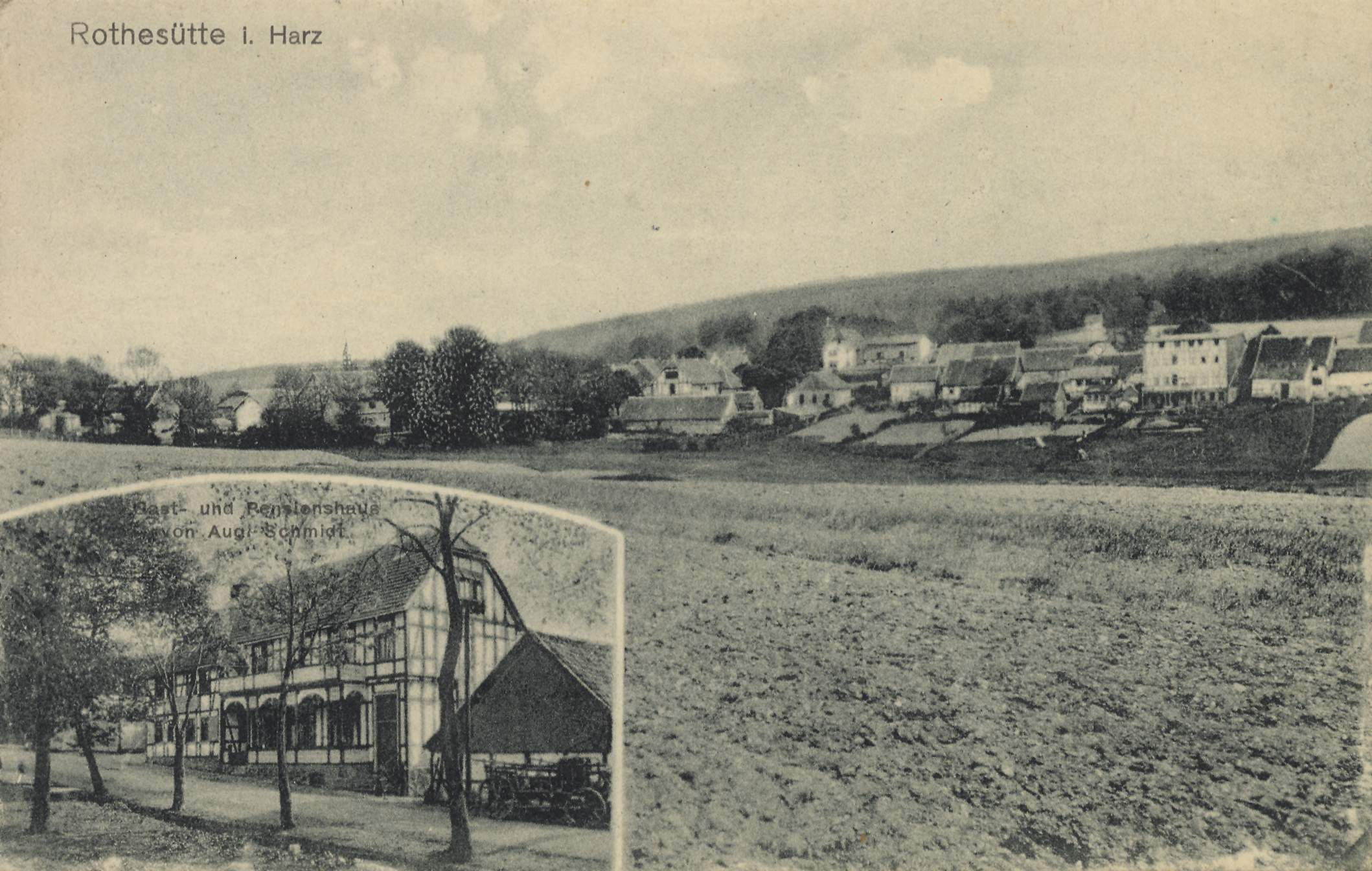
Ansichtskarte von Rothesütte um 1910

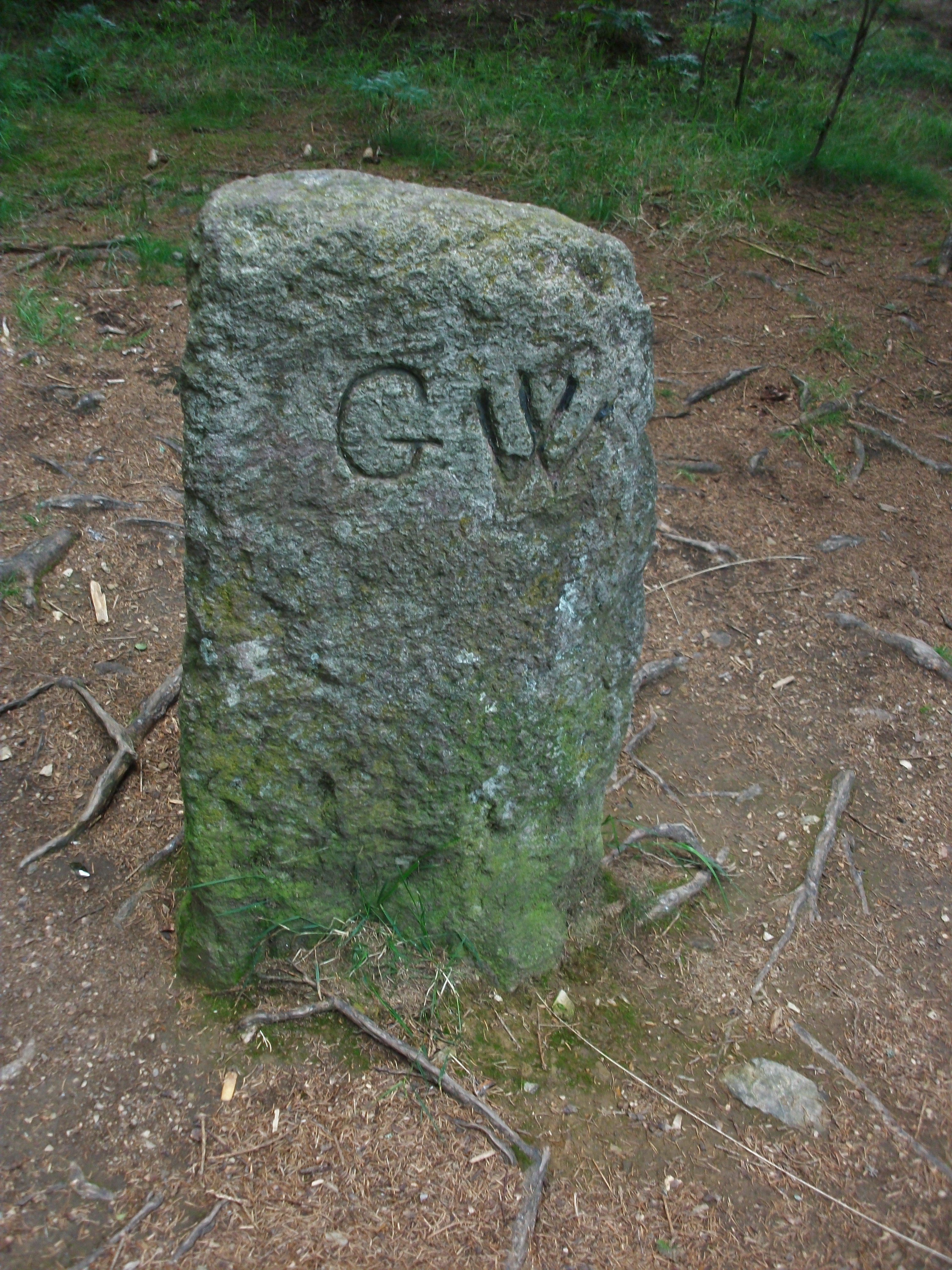
Drei-Länder-Stein, thüringische Seite (Rothesütte)

Die Geschichte von Rothesütte beginnt im 17. Jahrhundert. Zu dieser Zeit gehörte das Gebiet des späteren Orts zum Hohnsteinischen Forst. Dieser fiel bei der Teilung im Jahr 1645 an die Grafen von Stolberg-Wernigerode. Am 1749/1750 aufgestellten Drei-Länder-Stein am Großen Ehrenberg nordwestlich des Orts ist auf der Seite von Rothesütte diese Zugehörigkeit mit „GW“, für „Gräflich Wernigeröder Forst“, gekennzeichnet. Durch den Hohnsteinischen Forst führte die Straße von Nordhausen nach Benneckenstein. Dort lag auf der Höhe an einer roten Pfütze („Sütte“ genannt), ein Viehhof. Die Gründung des Orts wird in einer Quelle für 1679 angegeben. Im Jahr 1682 eröffnete ein Holzhauer mit Erlaubnis des Grafen von Stolberg-Wernigerode einen Gasthof „in der rothen Sütte“. Bei der Teilung der Stammgrafschaft Hohnstein, die sich unter braunschweigischer Lehnsherrschaft befand, verblieb der Hohnsteinische Forst im Jahr 1697 bei der Linie Stolberg-Wernigerode. Im Jahr 1705 ließ die gräfliche Kammer in der Siedlung eine Ziegelei einrichten und mehrere Häuser für ihre Holzhauer errichten. Es folgten im Jahr 1713 noch mehrere Häuser für die Förster. Zu dieser Zeit wurden die Bewohner des Orts durch den Pastor von Ilfeld geistlich versorgt.
Im Jahr 1733 wurde in Rothesütte eine Kirche errichtet, wodurch der Ort einen eigenen Pfarrer und einen Lehrer erhielt. Erster Pfarrer wurde am 14. Januar 1734 der bisherige Lehrer Paul Christian Hesse. Wegen verschiedener Ausschweifungen wurde Hesse 1736 seines Amtes enthoben. Am 29. Mai 1736 erfolgte im benachbarten Sophienhof die Amtseinführung des neuen Pfarrers Andreas Cyriacus Breithaupt, der jedoch bereits 1742 nach Altenrode wechselte. Nachfolger wurden Johann Heinrich Hartmann (wurde 1747 Hofprediger in Castell-Rehweiler), Johann Anton Schumacher (wurde bereits 1748 Prediger in Straußfurt), Johann Marcus Gehrich (ging 1751 ebenfalls nach Straußfurt), Johann Tobias Lindemann (wurde 1755 Hospitalprediger in Wernigerode) und Johann Jacob Schultze. Auch in den folgenden Jahren blieben die Pfarrer meist nur kurze Zeit im Hohnsteinischen Forst. Die Kirche wurde wegen Baufälligkeit in der DDR-Zeit abgerissen. An ihrem Ort befindet sich ein Glockenträger mit der erhalten gebliebenen Glocke von 1888.
Im Jahr 1800 wohnten 85 Einwohner in 15 Häusern, um 1900 hatte der Ort bereits 250 Einwohner. Als Teil der Stammgrafschaft Hohnstein gehörte der „Hohnsteinische Forst“, wie Rothesütte in Unterlagen genannt wurde, seit 1803 zum Kurfürstentum Hannover. Zwischen 1807 und 1813 gehörte Rothesütte zum Königreich Westphalen. Es war in den Kanton Benneckenstein im Distrikt Nordhausen des Departements des Harzes eingegliedert. Durch die Bestimmungen des Wiener Kongresses kam der Hohnsteinische Forst im Jahr 1814 als Exklave zum Königreich Hannover, welches ihn im Jahr 1852 dem Amt Hohnstein angliederte. Seit 1866 lag Rothesütte in der preußischen Provinz Hannover und gehörte dort zur Landgemeinde Hohnsteinsche Forst. Im Zuge der Einführung der Kreisverfassung 1885 ging das Amt Hohnstein im Kreis Ilfeld auf, welcher bei seiner Auflösung am 1. Oktober 1932 der preußischen Provinz Sachsen zugeordnet wurde. Dadurch kamen die Gemeinden des ehemaligen Amtes Hohnstein zum Landkreis Grafschaft Hohenstein im Regierungsbezirk Erfurt. Die kirchliche Zugehörigkeit zur Evangelisch-lutherischen Landeskirche Hannovers endete erst mit der Auflösung des Konsistorialbezirks Ilfeld und dessen Eingliederung in die Evangelische Kirche der Kirchenprovinz Sachsen am 1. Januar 1982.
Im Juli 1929 hielten sich die Schriftsteller W. H. Auden und Christopher Isherwood in Rothesütte auf.

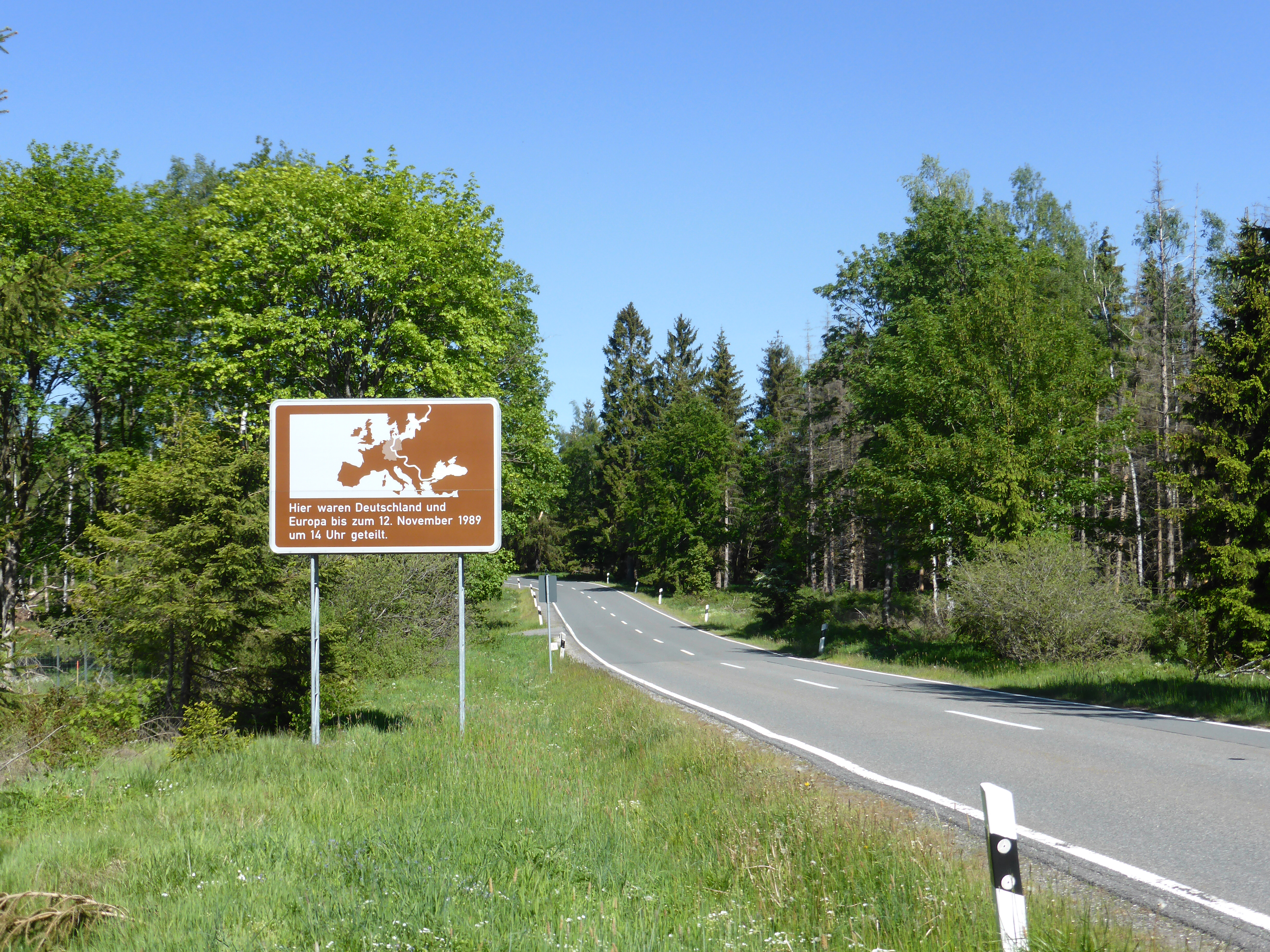
Bundesstraße 4, Blick von Rothesütte über die Landesgrenze nach Niedersachsen

Nach der Auflösung der Provinz Sachsen gehörte die Gemeinde Hohnsteinsche Forst mit Rothesütte ab 1944 zu Thüringen. Der Ort unterstand ab 1945 dem Landkreis Nordhausen und kam im Jahr 1952 zum Kreis Nordhausen im Bezirk Erfurt, welcher seit 1990 als Landkreis Nordhausen zum Freistaat Thüringen gehört.
Am 9. April 1994 wurde Rothesütte in die Stadt Ellrich eingemeindet.

## Ortsbürgermeister
Seit 2009 ist Uwe Pförtner Ortsbürgermeister von Rothesütte. Er wurde zuletzt bei der Kommunalwahl 2024 mit 93,2 Prozent der Stimmen im Amt bestätigt.

## Harzer Hexenreich (Hex)
Von 2022 bis 2025 entsteht in Rothesütte auf dem Gelände der ehemaligen NVA-Grenzkompanie mit dem Harzer Hexenreich ein neuer touristischer Anziehungspunkt. Hauptbestandteil ist ein Aussichtsturm in Form eines großen Hexenbesens. Der Turm wird 70 Meter hoch sein und auf 43,5 Meter Höhe eine Aussichtsplattform haben. Hoch geht es per Treppe oder mit einem Aufzug. Wieder runter geht es auch über zwei Rutschen. Im Sockelgeschoss soll zudem eine interaktive Ausstellung entstehen. Das Harzer Hexenreich ist ein Tourismusprojekt des Landkreises Nordhausen, realisiert von der Service-Gesellschaft und der Harzer Hexenreich GmbH. Das Projekt wird gefördert vom Thüringer Wirtschaftsministerium mit insgesamt 10,1 Millionen Euro.
Das seit 2018 entwickelte Harzer Hexenreich in Rothesütte soll am 1. Oktober 2025 unter dem Namen Hex - Die Erlebniswelt am weltgrößten Hexenbesen eröffnet werden.